# Mediorhynchus zosteropis
Espèce
Synonymes
- Centrorhynchus zosteropis Porta, 1913

Mediorhynchus zosteropis est une espèce d'acanthocéphales de la famille des Gigantorhynchidae. C'est un parasite digestif d'oiseaux de Nouvelle-Calédonie.

## Publication originale
- (it) Antonio María La Porta, « Acantocefali della Nuova Caledonia e delle isole Loyalty », ?,‎ 1913, p. 165-170.